# Herbert Popp (Geograph)
Herbert Popp (* 16. März 1947 in Bayreuth) ist ein deutscher Geograph.

## Leben
Popp besuchte in Bayreuth die Oberrealschule und legte dort das Abitur ab. Nach einem Geographiestudium, der Promotion und Habilitation an der Universität Erlangen-Nürnberg war er zunächst als Assistent und dann als Professor für Geographie an den Universitäten Erlangen-Nürnberg, Passau (1985–1994) und der Technischen Universität München (1994–1999) tätig. 1999 wurde er an die Universität Bayreuth berufen, wo er fortan den  Lehrstuhl für Stadtgeographie und Geographie des ländlichen Raumes innehatte, und im Jahr 2012 emeritiert. Er lebt in Gesees nahe Bayreuth.

## Leistungen
Mit seinem Forschungsschwerpunkt Nordafrika bereicherte er den fächerübergreifenden afrikakundlichen Studienschwerpunkt an der Universität Bayreuth. Seine regionalen Studien zu Süddeutschland brachten ihn in den Vorstand des  Instituts für Entwicklungsforschung im ländlichen Raum Ober- und Mittelfrankens e. V. Für die Region gewann er zusätzliche Bedeutung durch sein Engagement für die Lehrerbildung. In internationalen und nationalen Forschungsgremien wirkte er unter anderem als DFG-Gutachter und in verschiedenen Funktionen, wie im Verband der Geographen an deutschen Hochschulen oder in der International Geographical Union. Neben  Publikationen war er Herausgeber mehrerer wissenschaftlicher Reihen. Derzeit ist Herbert Popp Vorsitzender der Prof. Dr. Frithjof Voss Stiftung – Stiftung für Geographie.

## Werke
- Bayreuth – neu entdeckt. Ein stadtgeographischer Exkursionsführer. Ellwanger, Bayreuth 2007, ISBN 978-3-925361-60-9.
- Antiatlas (Marokko). Eine eindrucksvolle Kulturlandschaft von oben betrachtet (mit André Humbert). Michael Imhof, Petersberg 2015, ISBN 978-3-7319-0220-1.